# Marie Kraja
Marie Kraja sau Marie Paluca (n. 24 septembrie 1911, Zadar, Cantonul Zadar, Croația – d. 21 noiembrie 1999, Tirana, Albania) a fost o cântăreață de operă albaneză, cunoscută în special pentru interpretarea cântecelor populare albaneze.

## Viața
Kraja s-a născut în 1911 în Zadar, Regatul Dalmației, pe atunci parte a Austro-Ungariei, într-o  familie romano-catolică. 
Ea a fost rudă cu Maica Tereza, și mai târziu, a organizat servicii funerare pentru mama și sora acesteia.
Când avea șase ani, familia ei s-a mutat la Shkodra. Deși era o imigrantă, familia ei avea origine albaneză și a trăit într-o mică comunitate albaneză din Zadar. În Albania a învățat obiceiurile locale de nuntă și cântece de dragoste. În 1930 și-a început studiile de canto la Singschule (acum Universitatea de Muzică și Artele Spectacolului) în Graz, Austria, pe care le-a finalizat în anul 1934. După absolvire a început să predea la o școală secundară în Shkodra, apoi la Queen Mother Women's Institute⁠(d) din Tirana. A început să aibă apariții în spectacole în Tirana, cu Tonin Guraziu ca pianist acompaniator. Kraje a reprezentat Albania la o „Seară a Națiunilor”, spectacol găzduit în Viena.
Cântecul Krajei a fost ciudat, pentru că ea avea un fel german de a-și rosti cuvintele, ceea ce a dat o precizie frazări versurilor pe care le-a cântat. A început să cânte melodii tradiționale urbane și ea a fost în măsură să arate modul în care o cântăreață instruită profesional le-ar putea prezenta. A lucrat cu Lola Gjoka, care a fost aranjorul armoniilor și, de asemenea, pianist, și împreună au înregistrat peste 300 de melodii. După standardele de azi, înregistrările nu au fost perfecte, dar ele încă supraviețuiesc astăzi.
În 1937 a dat un recital în Bari, Italia, iar în anul următor a dat concerte în Munchen, Germania. în același an a fost inclusă într-un concert în luna iunie, cu Tefta Tashko-Koço și Lola Gjoka⁠(d), pentru a strânge fonduri pentru baritonul Kristo Koco (soțul cântăreței Tefta Tashko-Koco). Acesta avea nevoie de bani pentru a-și termina lecțiile de canto pe care le lua în Milano. În 1939, a dat un recital în Florența, înainte de a reveni acasă.
După cel de-al Doilea Război Mondial, Kraja a învățat la Academia Jordan Misja. Ea a făcut acest lucru continuând să cânte la Operă, iar în 1959 a apărut în prima opera albaneză, numită Mrika⁠(d), cu Prenkë Jakova, compozitor și Llazar Siliqi, libretist.
Kraja murit la Tirana în 1999. Ea a primit cea mai mare recunoaștere pentru artiști, titlul Artist al Poporului din Albania.